# 4430-as busz
A 4430-as jelzésű autóbuszvonal Debrecen és környéke egyik regionális autóbusz-járata, melyet a Volánbusz Zrt. lát el a város és Berettyóújfalu között.

## Közlekedése
A járat Hajdú-Bihar vármegye és a Debreceni járás székhelye, Debrecen helyközi autóbusz-állomását köti össze a várostól délre található, szintén járásközpont Berettyóújfaluval. Az indítások érintik a Nagyállomást, majd Mikepércs, Sáránd és Derecske érintésével a 47-es úton haladnak Berettyóújfaluig (egyes indításai Tépébe is betérnek).
Mivel a két település között nincs vasúti összeköttetés (Berettyóújfalu vasútállomás szárnyvonalon fekszik, Debrecenből átszállással közelíthető meg), a járat napi fordulószáma magasnak mondható.

## Megállóhelyei
| 0  | Debrecen, autóbusz-állomás végállomás       | 26 | 5, 5A 10, 10A, 10Y, 46, 46H, 46E, 146 1301, 1343, 1344, 1372, 1373, 1374, 1432, 1440, 1441, 1443, 1444, 1446, 1447, 1449, 1450, 1501, 4225, 4304, 4323, 4324, 4400, 4401, 4402, 4403, 4405, 4406, 4407, 4408, 4410, 4412, 4413, 4414, 4416, 4420, 4421, 4422, 4423, 4431, 4432, 4434, 4438, 4440, 4445, 4446, 4450, 4451, 4452, 4453, 4459, 4460, 4461, 4463, 4464, 4466, 4475, 4477, 4502, 4506, 4512, 4521 |
| 1  | Debrecen, vasútállomás                      | 25 | 1, 2 10, 10A, 10Y, 16, 18, 18Y, 21, 30, 30A, 30I, 30N, 37, 39, 42, 42A, 43, 44, 46, 46H, 46E, 47, 47Y, 48, 146, Airport1 1374, 1432, 1440, 1441, 1449, 1501, 4225, 4304, 4323, 4324, 4400, 4401, 4402, 4403, 4405, 4406, 4407, 4408, 4410, 4412, 1143, 4414, 4416, 4420, 4421, 4422, 4423, 4431, 4432, 4434, 4438, 4502, 4506, 4512 S506 sebesvonat, gyorsvonat, IC, EC, expresszvonat                       |
| 2  | Debrecen, Mikepércsi út Erőmű               | 24 | 18, 18Y, 42, 44, 47, 47Y, R1, R2 4420, 4421, 4423, 4431, 4432, 4434, 4438, 4506, 4512 |
| 3  | Debrecen, Bulgár utca                       | 23 | 44, 47Y, R1, R2 1440, 4420, 4421, 4423, 4431, 4432, 4434, 4438, 4506, 4512 |
| 4  | Debrecen, Mikepércsi út TESCO               | 22 | 44, 47Y, R1, R2 4420, 4421, 4423, 4431, 4432, 4434, 4438, 4506, 4512 |
| 5  | Debrecen, Ozmán utca                        | 21 | 44 4420, 4421, 4423, 4431, 4432, 4434, 4438, 4506, 4512 |
| 6  | Debrecen, hosszúpályi útelágazás            | 20 | 4420, 4421, 4423, 4431, 4432, 4434, 4438, 4506, 4512 |
| 7  | Debrecen, Mészáros Gergely-kert             | 19 | 1440, 4420, 4423, 4431, 4432, 4434, 4506, 4512 |
| 8  | Mikepércs, Debreceni utca                   | 18 | |
| 9  | Mikepércs, Óvoda utca                       | 17 | |
| 10 | Mikepércs, Orosz István utca                | 16 | |
| 11 | Mikepércs, autóbusz-váróterem               | 15 | 1412, 1440, 1441, 1501, 4420, 4423, 4431, 4432, 4434, 4506, 4512, 4521 |
| 12 | Mikepércs, Szociális Otthon                 | 14 | 1440, 4420, 4423, 4431, 4432, 4434, 4506, 4512 |
| 13 | Sáránd, vasútállomás                        | 13 | 1412, 1440, 1441, 1501, 4420, 4423, 4431, 4432, 4434, 4506, 4512, 4521 S506 |
| 14 | Csemetekert                                 | 12 | 1440, 4423, 4425, 4431, 4432, 4434, 4506, 4512 |
| 15 | Derecske, Vasút utca                        | 11 | |
| 16 | Derecske, vasútállomás                      | 10 | 1440, 4423, 4425, 4431, 4432, 4434, 4506, 4512 S506 |
| 17 | Derecske, Kandia utca                       | 9  | 4423, 4425, 4431, 4432, 4434, 4506, 4512 |
| 18 | Derecske, autóbusz-váróterem                | 8  | 1373, 1374, 1412, 1432, 1440, 1441, 1501, 4423, 4425, 4431, 4432, 4434, 4436, 4506, 4521, 4542 |
| 19 | Derecske, Sirály Étterem                    | 7  | 1440, 4425, 4431, 4432, 4434, 4436, 4506, 4512 |
| 20 | Tépei elágazás                              | 6  | 1412, 1440, 1441, 1501, 4425, 4431, 4432, 4434, 4436, 4506, 4521 |
| 21 | Tépe, községháza                            | 5  | 4431 |
| 22 | Tépei elágazás                              | 4  | 1412, 1440, 1441, 1501, 4425, 4431, 4432, 4434, 4436, 4506, 4521 |
| 23 | Berettyóújfalu, gyermekváros                | 3  | 1374, 1432, 1440, 1441, 1501, 4425, 4431, 4432, 4434, 4436, 4505, 4506, 4512, 4521 |
| 24 | Berettyóújfalu, Kossuth utca                | 2  | 4425, 4431, 4432, 4434, 4436, 4500, 4501, 4506, 4508, 4512 |
| 25 | Berettyóújfalu, gimnázium                   | 1  | 1440, 4425, 4431, 4432, 4434, 4436, 4500, 4501, 4505, 4506, 4508, 4512, 4521, 4532 |
| 26 | Berettyóújfalu, autóbusz-állomás végállomás | 0  | 1373, 1374, 1412, 1432, 1440, 1441, 1501, 4425, 4431, 4432, 4434, 4436, 4500, 4501, 4505, 4506, 4508, 4512, 4521, 4522, 4532, 4564, 4565 |